# Toxop
Els toxops (Toxops) són un gènere d'aranyes araneomorfes de la família dels toxòpids (Toxopidae). Fou descrit per primera vegada per V.V. Hickman el 1940.
Segons el World Spider Catalog amb data de 18 de gener de 2019, només hi ha reconeguda una espècie, Toxops montanus, que és endèmica de Tasmània (Austràlia).